# Pseudopiptadenia
Pseudopiptadenia es un género de planta perteneciente a la familia de las fabáceas.  Comprende 11 especies descritas y  aceptadas.

## Taxonomía
El género fue descrito por Stephan Rauschert  y publicado en Taxon 31(3): 559. 1982.

## Especies aceptadas
A continuación se brinda un listado de las especies del género Pseudopiptadenia aceptadas hasta agosto de 2012, ordenadas alfabéticamente. Para cada una se indica el nombre binomial seguido del autor, abreviado según las convenciones y usos.
- Pseudopiptadenia bahiana G.P.Lewis & M.P.Lima
- Pseudopiptadenia brenanii G.P.Lewis & M.P.Lima
- Pseudopiptadenia colombiana (Britton & Killip) G.P.Lewis
- Pseudopiptadenia contorta (DC.) G.P.Lewis & M.P.Lima
- Pseudopiptadenia inaequalis (Benth.) Rauschert
- Pseudopiptadenia leptostachya (Benth.) Rauschert
- Pseudopiptadenia pittieri (Harms) G.P.Lewis
- Pseudopiptadenia psilostachya (DC.) G.P.Lewis & M.P.Lima
- Pseudopiptadenia schumanniana (Taub.) G.P.Lewis & M.P.Lima
- Pseudopiptadenia suaveolens (Miq.) J.W. Grimes
- Pseudopiptadenia warmingii (Benth.) G.P.Lewis & M.P.Lima